# Illusion (песня Дуа Липы)
«Illusion» (с англ. — «Иллюзия») — песня британской певицы Дуа Липы, вышедшая 11 апреля 2024 года с помощью лейбла Warner Records в качестве третьего сингла из готовящегося к выпуску третьего студийного альбома певицы Radical Optimism.
Она написала песню вместе с Кэролайн Эйлин, Тобиасом Джессо-младшим и её продюсерами Дэнни Л Харле и Кевином Паркером.

## Предыстория
Проект готовился уже давно: ранее Липа рассказала о том, что начала работать над ним в 2021 году во время выступления на шоу Джимми Киммел в прямом эфире в феврале. «Я начала сочинять для этого альбома в 2021 году, и мне просто хотелось записать свои идеи. Поэтому я пошла в CVS и просто купила случайный блокнот. Если бы я знала, насколько важной окажется эта книга, возможно, я бы купила более навороченную», — сказала она ведущему Джимми Киммелу.
В 2023 году Дуа Липа объявила, что её третий студийный альбом выйдет в 2024 году. Первый сингл из альбома, «Houdini», она выпустила 9 ноября 2023 года. Второй сингл, «Training Season», она выпустила 15 февраля 2024 года. 13 марта 2024 года певица анонсировала альбом Radical Optimism в своём Instagram; она подтвердила его название, обложку и дату выхода. В тот же день был обнародован треклист альбома, седьмым треком которого стала «Illusion».
Липа объявила о выпуске «Illusion» в качестве сингла 4 апреля 2024 года через свои аккаунты в социальных сетях, выложив обложку и 30-секундный фрагмент песни. Он был выпущен 11 апреля 2024 года на лейбле Warner Records.

## Композиция
«Illusion» — песня в стиле танцевальной музыки (dance), содержащая психоделику и французский хаус.
Липа написала «Illusion» в соавторстве с Кэролайн Эйлин, Дэнни Л Харле, Тобиасом Джессо-младшим и Кевином Паркером, которые приняли участие во всём альбоме. Сингл был спродюсирован Харле и Паркером. «„Illusion“ стала первой песней, над которой мы с Кэролайн, Дэнни, Тобиасом, Кевином работали вместе, и она по-настоящему растопила лёд для альбома», — говорит Липа в материалах для прессы. «Она о том, что нужно знать, во что ввязываешься, но оставаться ради этого. Это шутка над ними, это забава — играть с кем-то в их собственную игру, потому что в конечном итоге вы не поддадитесь на иллюзию».

## Отзывы
Джулия Коссельник из журнала V высоко оценила песню, заявив, что она «выделяется как, возможно, одна из лучших песен Липы, демонстрируя артистку в её самом сильном виде». Эль Хант из газеты Evening Standard поставила песне 3 из 5 звёзд; она раскритиковала начальный куплет из-за его «странной фразировки», но похвалила припев.

## Музыкальное видео
Вместе с песней был выпущен сопроводительный клип на «Illusion». Он был снят режиссёром Татьяной Муиньо в Муниципальном парке Монжуик в Барселоне.
Липа выступает в роскошном бассейне среди танцоров, хай-дайверов и пловцов-синхронистов. Кульминацией клипа Муиньо стало восхождение Липы на конструкцию, вдохновлённую традиционными каталонскими «человеческими замками», называемыми кастелями — это башни из людей, традиционно возводимые во время фестивалей в Каталонии. Одетая в сексуальный чёрный боди-комбинезон, певица начинает видео, танцуя вместе с мужчинами в белых майках и спортивных чёрных шортах на вышке у бассейна. После восхождения на башню с мужчинами видео заканчивается тем, что Липа смотрит прямо в камеру и поёт: «Вы думаете, я поведусь на иллюзию?».

## Коммерческие показатели
Сингл «Illusion» дебютировал на девятом место в UK Singles Chart 19 апреля 2024 года, став третьим подряд синглом из первой десятки альбома Radical Optimism.
27 апреля Дуа Липа вошла в историю чарта Hot Dance/Electronic Songs (США), заняв 1, 2 и 3 места, то есть стала первой женщиной, занявшей три первых места за одну неделю. Песня «Illusion» взлетает на вершину, за ней следуют два других сингла из её предстоящего альбома Radical Optimism. Песня «Houdini», которая лидировала в течение 16 из последних 22 недель, следует за ней на 2-м месте, а «Training Season» расположилась на 3-м месте. Среди всех исполнителей это всего лишь третья тройка, после The Chainsmokers с «Something Just Like This» (совместно с Coldplay), «Paris» и «Closer» (при участии Холзи; в чарте от 18 марта 2017 года) и Дрейка с «Falling Back», «Texts Go Green» и «Massive» (2 июля 2022 года). С этой коронацией Липа получила свой третий номер один в чарте Hot Dance/Electronic Songs — она сравнялась с Арианой Гранде и Леди Гагой по числу чарттопперов среди женщин с момента начала чарта в 2013 году. (Единственные исполнители, у которых их больше: The Chainsmokers — шесть, Кельвин Харрис и Zedd — по четыре; у Marshmello также три). Кроме того, взлетев на 41 позицию всего за одну неделю, «Illusion» совершил самый большой скачок на первое место за всю 11-летнюю историю чарта Hot Dance/Electronic Songs, почти удвоив прыжок с № 22 на № 1, который совершили Леди Гага и Ариана Гранде с треком «Rain on Me» в 2020 году. Кроме того, «Illusion» сравнялся с треком Кельвина Харриса «Slide» с участием Фрэнка Оушена и Migos по количеству взлётов позиций за одну неделю (48→7; 18 марта 2017 года)..

## Список треков
- Цифровые загрузки / стриминг

1. «Illusion» — 3:08
2. «Illusion» (расширенный) — 4:23
3. «Illusion» (инструментальный) — 3:07
4. «Illusion» (акапелла) — 3:08

## Чарты
| Чарт (2024)                                | Высшая позиция |
| ------------------------------------------ | -------------- |
| Австралия (ARIA)                           | 21             |
| Австрия (Ö3 Austria Top 40)                | 61             |
| Бельгия/Фландрия (Ultratop 50)             | 27             |
| Великобритания (UK Singles Chart)          | 9              |
| Германия (GfK)                             | 76             |
| Ирландия (IRMA)                            | 14             |
| Канада (Billboard Canadian Hot 100)        | 28             |
| Мир (Billboard Global 200)                 | 15             |
| Нидерланды (Dutch Top 40)                  | 29             |
| Нидерланды (Single Top 100)                | 38             |
| Новая Зеландия (Recorded Music NZ)         | 32             |
| Норвегия (VG-lista)                        | 27             |
| Республика Корея (BGM Circle)              | 73             |
| Республика Корея (Download Circle)         | 112            |
| Словакия (Singles Digitál Top 100)         | 44             |
| США (Billboard Hot 100)                    | 43             |
| США (Billboard Adult Top 40)               | 32             |
| США (Billboard Hot Dance/Electronic Songs) | 1              |
| США (Billboard Mainstream Top 40)          | 27             |
| Чехия (Singles Digitál Top 100)            | 45             |
| Швейцария (Schweizer Hitparade)            | 25             |

## Сертификации
| Регион                                                                      | Сертификация | Продажи |
| --------------------------------------------------------------------------- | ------------ | ------- |
| Канада (Music Canada)                                                       | Золотой      | 40 000  |
| Данные о продажах + прослушиваниях приведены только на основе сертификации. |              |         |